# 3516 Рушева
3516 Рушева (3516 Rusheva) — астероїд головного поясу, відкритий 21 жовтня 1982 року.
Тіссеранів параметр щодо Юпітера — 3,287.